# ワーナー・ブラザース・ディスカバリー
ワーナー・ブラザース・ディスカバリー（Warner Bros. Discovery）は、アメリカ合衆国の多国籍メディア・コングロマリット。

## 概要
アメリカ合衆国ニューヨークに本社を置いている。AT&Tによるワーナーメディアのスピンオフとディスカバリーとの合併後、2022年4月8日に設立された。
資産は9つの商業部に分割されており、中心のワーナー・ブラザースの映画とテレビのスタジオ（漫画雑誌出版社DCエンターテインメントを含む）、ホーム・ボックス・オフィス（HBOとシネマックスを含む）などがある。
2025年6月、定額制動画配信サービスなどとの競争激化に伴い、2026年中期までにケーブルテレビ部門を分社化（スピンオフ）する予定であることを発表した。

## 日本での事業
日本におけるWarner Bros. Discovery Japan（ワーナーブラザース・ディスカバリー・ジャパン）としての運用開始は、2022年からワーナー ブラザース ジャパン合同会社（WBJ）、ワーナーブラザース スタジオ ジャパン合同会社（WBSJ）、ターナージャパン株式会社（TBS）、ディスカバリー・ジャパン合同会社（DJ）、ディスカバリー・ジャパン株式会社（DJ）の5社で展開している（ワーナーブラザース スタジオ ジャパン合同会社（WBSJ）としての登記は済んでいるが、実際の事業開始は2023年から開始）。